# Carpenter Technology
Carpenter Technology ist ein börsennotiertes US-amerikanisches Unternehmen in der metallerzeugenden Industrie.
Das Unternehmen stellt Speziallegierungen für die Industrie, insbesondere die Luftfahrtindustrie, her. Neben Spezialstählen produziert Carpenter Technology auch Kobalt-, Nickel- und Titanbasislegierungen und spezielle Superlegierungen. Im Geschäftsjahr 2023 machte das Unternehmen 51 % seines Umsatzes mit Produkten für die Luftfahrt- und Rüstungsindustrie. Weitere 19 % entfielen auf die allgemeine Industrie und die Konsumgüterproduktion.